# 大洗駅
大洗駅（おおあらいえき）は、茨城県東茨城郡大洗町桜道にある鹿島臨海鉄道大洗鹿島線の駅。
鹿島臨海鉄道の本社・車両基地の大洗車両区も併設されている。

## 歴史

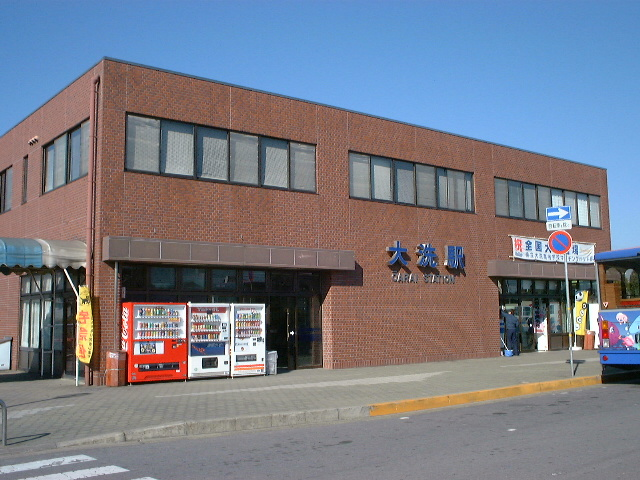
改修前の駅舎（2003年）

- 1985年（昭和60年）3月14日 - 大洗鹿島線開通時に開設[1]。
- 2005年（平成17年）7月 - レンタサイクル営業開始。
- 2020年（令和2年）
  - 8月26日 - 大洗駅前広場リニューアル完成式典を挙行[2]。
  - 10月28日 - 待合室リニューアル記念式典を挙行[3]。
- 2023年（令和5年）3月2日 - 改札階とホームを結ぶエレベーターの供用開始[4]。

## 駅構造
単式ホームと島式ホームの計2面3線を有する高架駅。ホーム有効長は両方共140mとなっている。駅舎は構内東側にあり、建物内には本社も同居している。大洗車両区は構内西側に置かれている。
終日社員配置駅。出札窓口（硬券入場券も発売）、自動券売機が設置されている。また、売店、インフォメーションコーナー（無休、開設時間9:00-17:00）もある。
駅舎の待合室は2020年（令和2年）に石井邦明のデザイン設計の下、リニューアル工事が行われ、「海の波」をイメージした明るい雰囲気になった。待合室のベンチと袖机は、水戸産業技術専門学院1年生が製作したものである。

### のりば
| 番線 | 路線        | 方向 | 行先                 |
| ---- | ----------- | ---- | -------------------- |
| 1    | ■大洗鹿島線 | 下り | 新鉾田・鹿島神宮方面 |
| 2・3 | ■大洗鹿島線 | 上り | 常澄・水戸方面       |

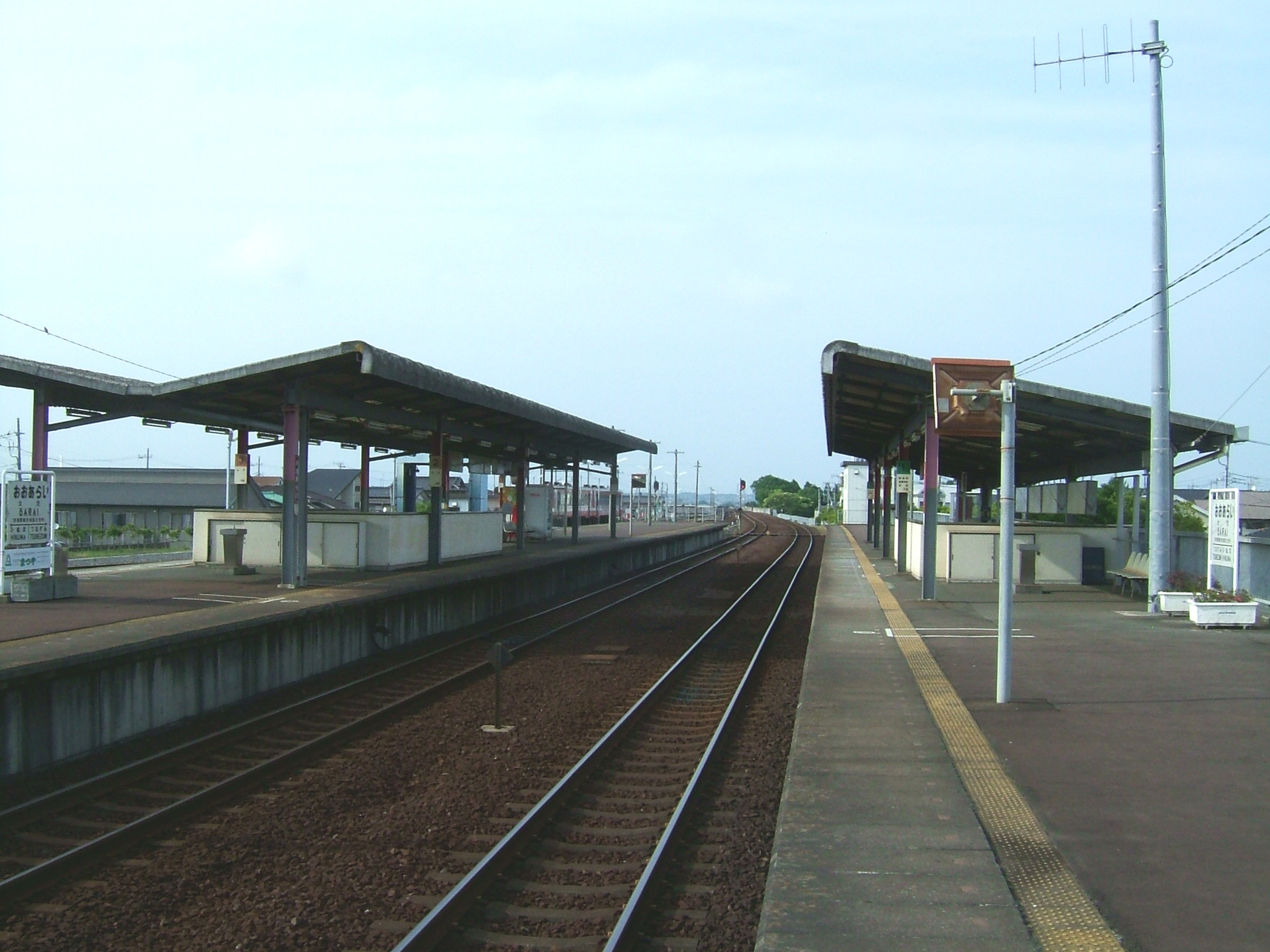
南側より望むホーム （2007年8月）
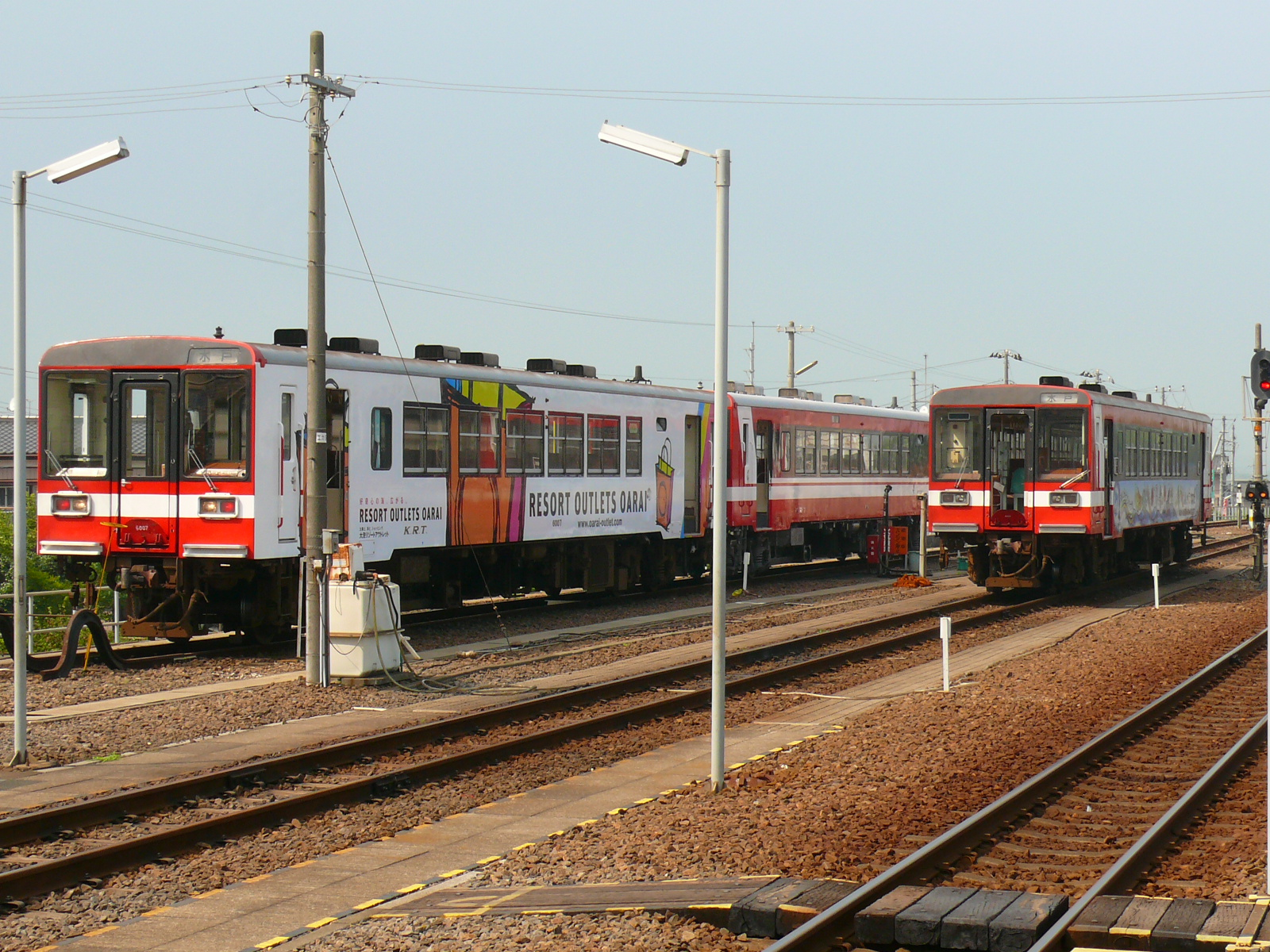
構内に並ぶ6000形気動車 （2007年8月）
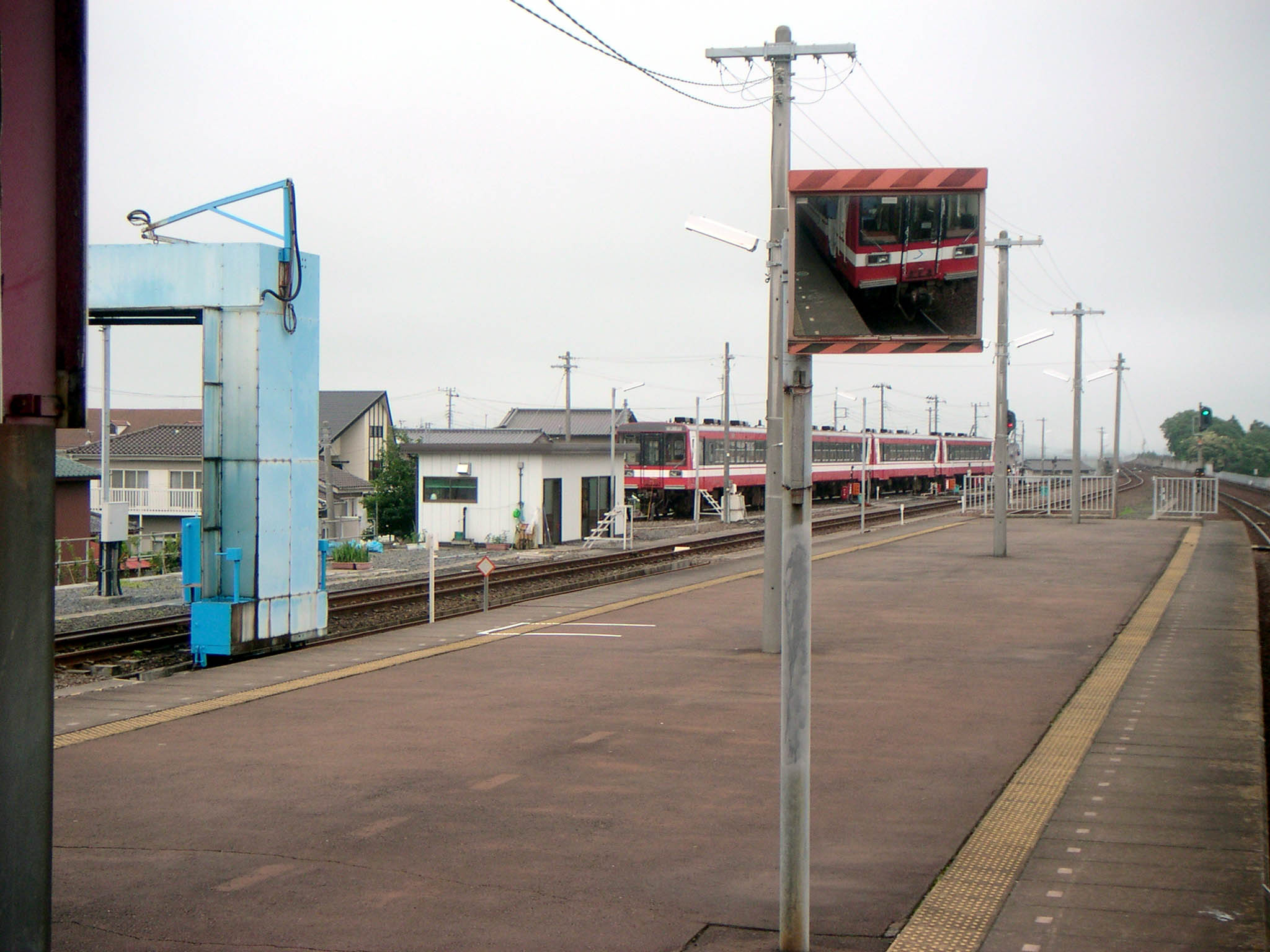
ホームより望む大洗車両区 （2005年7月）

## 利用状況
| 1日乗降人員推移 | 1日乗降人員推移 |
| 年度            | 1日平均人数     |
| --------------- | --------------- |
| 2011年          | 1,873           |
| 2012年          | 2,088           |
| 2013年          | 2,149           |
| 2014年          | 2,102           |
| 2015年          | 2,166           |
| 2016年          | 2,334           |
| 2017年          | 2,247           |
| 2018年          | 2,210           |

## 当駅における輸送上の特徴
当駅は前述のように鹿島臨海鉄道本社、車両基地が併設されており、大洗鹿島線の運行上の拠点駅でもあり、当駅始発-水戸行の区間列車も約半数設定されている。
- 上り（常澄・東水戸・水戸方面）
  - 日中は概ね1時間に2本の普通列車が停車する[9]。
- 下り（鹿島旭・新鉾田・鹿島神宮方面）
  - 日中は概ね1時間に1-2本の普通列車（鹿島神宮行）が停車する。ただし、9時台から13時台は2時間1本程度となる。朝と夕方には新鉾田行の列車も設定されている[9]。

## 駅周辺

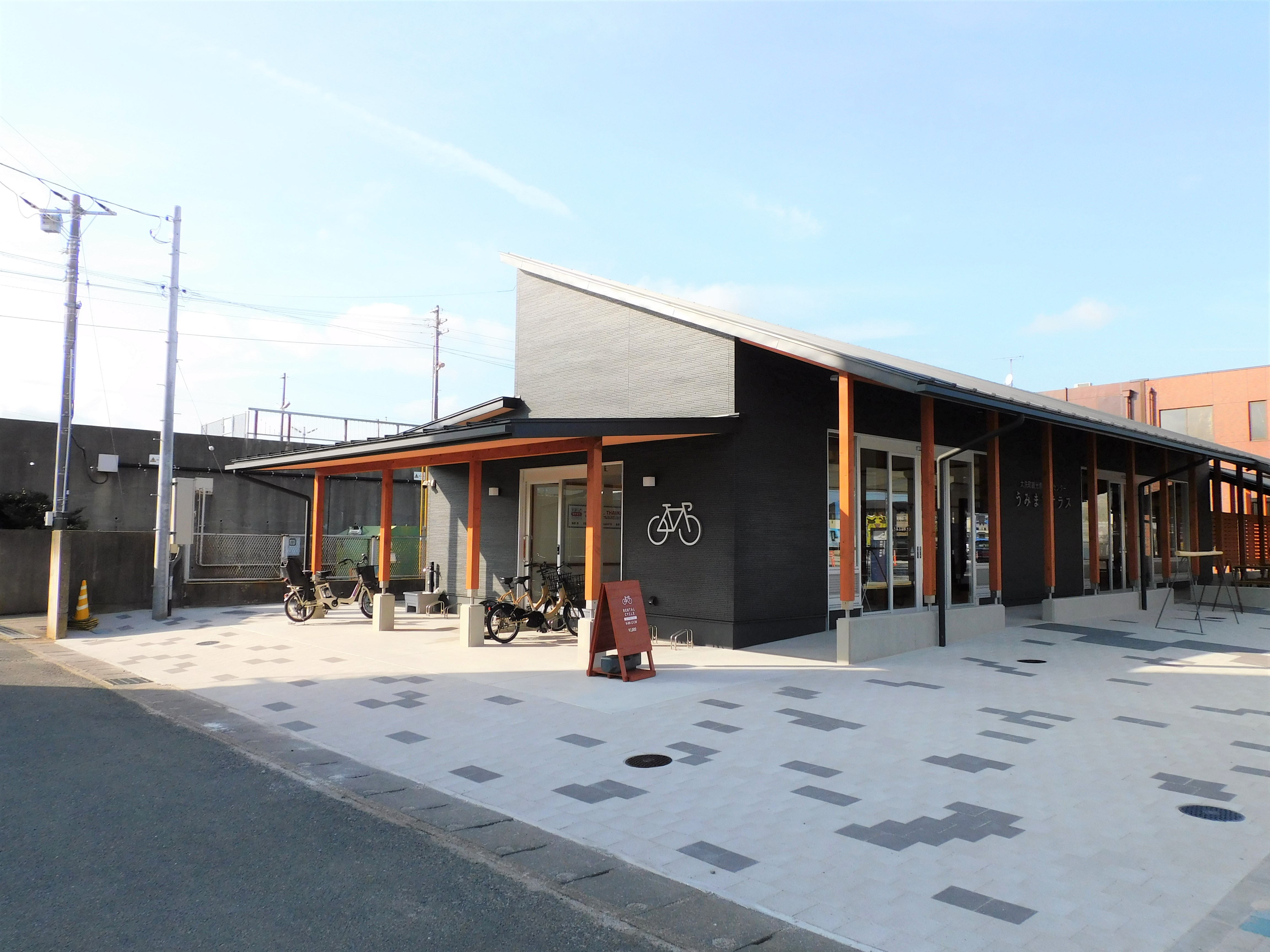
うみまちテラス

大洗町中心市街地の最寄駅である。駅はやや内陸側の住宅街に位置し、商店街、海沿いの観光地・フェリーターミナル等へは路線バスやタクシーが利用できる。
- 大洗町観光情報交流センター「うみまちテラス」（駅舎隣接）[11]
- 大洗町役場
- 大洗郵便局
- 大貫郵便局
- 車塚古墳
- 涸沼川
- 大洗海岸公園
- 大洗サンビーチ海水浴場
- 大洗マリンタワー
- 大洗シーサイドステーション
- 茨城港大洗港区
  - 商船三井フェリー 苫小牧航路乗り場
- 大洗磯前神社
- アクアワールド・大洗
- 国道51号
- 茨城県道2号水戸鉾田佐原線
- 茨城県道106号長岡大洗線

## 路線バス

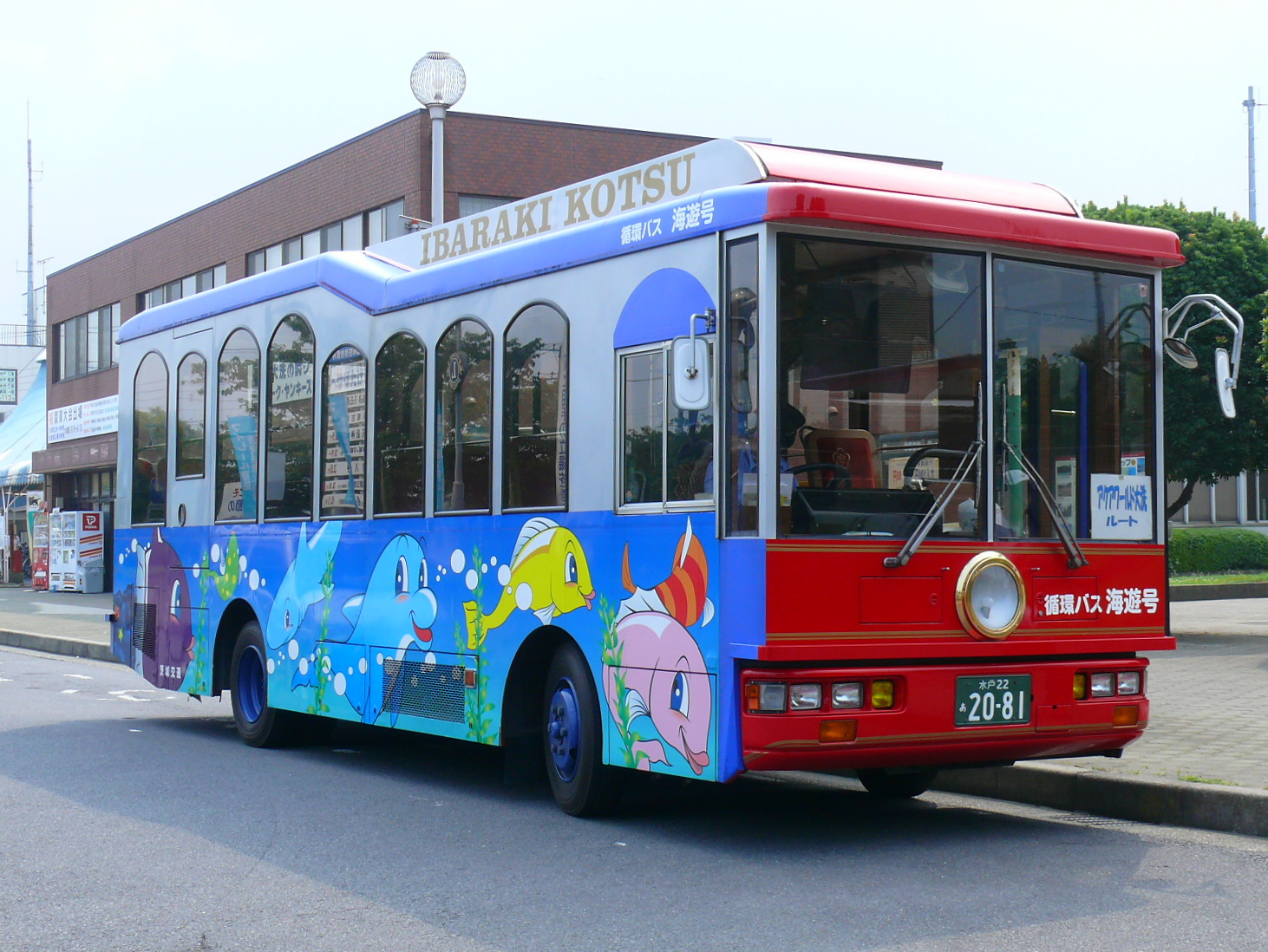
駅を起点に町内の名所等を周る海遊号（2007年8月5日）

茨城県庁・大洗 - 成田空港線は関東鉄道、それ以外は全て茨城交通による運行。

### 大洗駅
| 系統                        | 系統                                 | 主要経由地                               | 行先                | 備考                                          |
| --------------------------- | ------------------------------------ | ---------------------------------------- | ------------------- | --------------------------------------------- |
|                             |                                      | 曲松・大洗海岸                           | 那珂湊駅            | 学休日運休                                    |
|                             |                                      |                                          | 大洗高校            | 学休日運休                                    |
|                             |                                      | 大貫上宿                                 | 大洗高校            | 学休日運休                                    |
| サンビーチ海岸 シャトルバス | サンビーチ海岸 シャトルバス          | 大洗アウトレット前                       | 大洗サンビーチ 海岸 | 夏季運行                                      |
| 大 洗 循 環 バ ス           | 海遊号 （アクアワールド 大洗ルート） | アクアワールド大洗・大洗磯前神社前・曲松 | 大洗駅              |                                               |
| 大 洗 循 環 バ ス           | 海遊号 （アクアワールド 大洗ルート） | 曲松・大洗磯前神社前・アクアワールド大洗 | 大洗駅              |                                               |
| 大 洗 循 環 バ ス           | 海遊号 （大洗サンビーチ ルート）     | 大洗マリンタワー・サンビーチ海岸         | 大洗駅              |                                               |
| 大 洗 循 環 バ ス           | じんぐりバス なっちゃん号            | 神山十文字・涸沼駅・原子力機構前・前原   | 大洗駅              | 土休日運休                                    |
| 大 洗 循 環 バ ス           | じんぐりバス なっちゃん号            | 前原・原子力機構前・涸沼駅・神山十文字   | 大洗駅              | 土休日運休                                    |
| 高速バス                    | ローズライナー                       | （途中降車不可）                         | 成田空港            | 2023年7月20日から運行                         |
| 高速バス                    | 茨城県庁・大洗〜成田空港線           | （途中降車不可）                         | 成田空港            | 2023年7月20日から2023年12月20日までの実証運行 |

### 大洗駅入口
※大洗駅より北北東方面約400メートル先の「駅入口」交差点の北西側
| 系統 | 主要経由地                                         | 行先         | 備考                         |
| ---- | -------------------------------------------------- | ------------ | ---------------------------- |
| 50   | 曲松・大洗海岸・アクアワールド大洗                 | 那珂湊駅     | 朝夜はアクアワールド大洗通過 |
| 50   | 水戸大洗インター・六反田・本町・水戸駅北口・大工町 | 茨大前営業所 |                              |

## 駅弁
万年屋の駅弁を販売している。販売される主な駅弁は下記の通り。
- 印籠弁当 - 水戸黄門の印籠の形をしたケースに入った弁当。これは元々水戸駅の駅弁であった。しかし調製元の鈴木屋が倒産し全駅弁が消えた。その際にこの「印籠弁当」は、「お弁当の万年屋」を展開するこうじやがレシピを引継いで当駅の駅弁となった。その後、水戸駅での販売が復活している[14]。
- 三浜たこめし
- ダイダラボウのはまぐりめし
- 磯節弁当 - 王様のブランチ行楽駅弁ランキング全国6位に選ばれた名物駅弁。

ただし、JTB時刻表 2025年3月号には大洗駅の駅弁の掲載は無い。

## 観光
大洗町はTVアニメ『ガールズ&パンツァー』の舞台だったため、茨城交通の協力の下、一時的に主人公の西住みほ（渕上舞）のアナウンスが流れ、列車やバスもアニメ仕様に変更された。駅には作中シーンがモチーフの横断幕も掲げられた。2017年時点でもラッピング列車2編成が運行中である他、インフォメーションセンターや駅内通路、売店ではポスター・看板などの掲出や関連商品の販売が行われている。

## 隣の駅
鹿島臨海鉄道
■大洗鹿島線
常澄駅 - 大洗駅 - 涸沼駅